# Subicolo
Il subicolo (dal latino subiculum, supporto) è la zona inferiore di sostegno per la formazione dell'ippocampo che si trova nel telencefalo. Si trova tra la corteccia entorinale e il sottocampo CA1 dell'ippocampo vero e proprio. Il complesso subicolare comprende un insieme di strutture correlate che includono (oltre al sub-hoc) prosubiculo, presubiculo, postubiculum e parasubiculum.

## Nome
Il subicolo prende il nome dal lavoro di Karl Friedrich Burdach Vom Bau und Leben des Gehirns (Vol. 2, §199). Originariamente lo chiamò subiculum cornu ammonis, associandolo così al resto dei sottocampi ippocampali.

## Struttura
Riceve input da CA1 e dai neuroni piramidali dello strato corticale entorinale III ed è l'output principale dell'ippocampo. I neuroni piramidali inviano proiezioni al nucleus accumbens, nuclei del setto, corteccia prefrontale, ipotalamo laterale, nucleo reuniens, corpi mammillari, corteccia entorinale e amigdala. I neuroni piramidali nel subicolo mostrano transizioni tra due modalità di uscita del potenziale d'azione: scoppio e singolo spiking. Le transizioni tra queste due modalità sono ritenute importanti per l'instradamento delle informazioni dall'ippocampo.
Sono state descritte quattro aree che compongono il subicolo:
- parasubiculum (adiacente al parahippocampal gyrus)
- presubiculum
- postsubiculum
- prosubiculum

## Funzione
Si ritiene che il subicolo giochi un ruolo in alcuni casi di epilessia umana. È stato anche considerata la sua implicazione nella memoria di lavoro e nella tossicodipendenza. È stato suggerito inoltre che il sub-piano dorsale è coinvolto nelle relazioni spaziali e il sub-piano ventrale regola l'asse ipotalamo-ipofisi-surrene.

## Significato clinico

### Potenziale ruolo nella malattia di Alzheimer
Gli studi laboratoristi sui ratti indicano che la lesione del subicolo diminuisce la diffusione dell'amiloide-beta nei ratti modello della malattia di Alzheimer. Si pensa che la patologia del morbo di Alzheimer abbia proprietà simili a prioni. La malattia tende a diffondersi nella sequenza caratteristica dalla corteccia entorinale attraverso il sottocampo.